# Alburnus nasreddini
Alburnus nasreddini är en fiskart som beskrevs av Battalgil, 1943. Alburnus nasreddini ingår i släktet Alburnus och familjen karpfiskar. Inga underarter finns listade i Catalogue of Life.